# Jacinto del Rosario de Castro
Jacinto del Rosario de Castro (Santo Domingo, 15 augustus 1811 - Santo Domingo, 13 december 1896) was een Dominicaans advocaat, diplomaat, gevolmachtigd aanklager van het Hooggerechtshof van Justitie en minister van Justitie en Openbaar Onderwijs en president.

## Biografie
De naam van Jacinto's vader is onbekend, zijn moeder was Dolores Ana de Castro Urrutia, dochter van Juan María de Castro Guzmán en Mercedes de Urrutia Fox. Hij is op 27 augustus 1811 in de kathedraal van Santo Domingo gedoopt met de naam Jacinto del Rosario de Castro.
Jacinto del Castro trouwde op 3 juni 1835 in Baní met María de la Concepción de Lara Suazo, dochter van Juan Bautista de Lara en Maria Salome Suazo Perez Arias. Samen kregen ze vier kinderen.
Apolinar de Castro de Lara (1836)
Juan Pablo de Castro de Lara (1839)
Teresa de Castro de Lara (1841)
José María de Castro de Lara (1843)
Hij werkte als advocaat in Baní van waaruit hij ook actief was voor de Independencia Nacional.
Volgens de mondelinge overlevering van de familie Mañón kreeg, Manon Jane Frances Mañón acht kinderen met Jacinto de Castro, te weten:
Jacinto Manon (1868),
Juan Francisco Manon (1869),
Dario Manon,
Mario Manon,
Ercilia Manon,
Jorge Rogelio Manon (1877),
Ana Graciela Manon (1879),
Luis Enrique Gregorio Manon (1881).
Evenzo volgens de orale overlevering schrijft de familie Garcia van Monserrat twee kinderen van Jacinto García de Castro te hebben en dat zouden zijn:
Mercedes García geboren rond (1853)
Ramón María García.

## Politiek
De persoonlijke kwaliteiten van Jacinto dwongen respect af en bezorgden hem belangrijke functies in het land waaronder: afgevaardigde, gevolmachtigde aanklager van het Hooggerechtshof en minister van Justitie en Openbaar Onderwijs.
Bij de bevrijding van de Haïtiaanse overheersing heeft hij actief deelgenomen aan de verovering van de stad Santo Domingo en was aanwezig bij het uitroepen van de onafhankelijkheid bij de Puerta del Conde.
Hij was in 1846 een van de oprichters van de patriottische beweging Amigos del País (Vrienden van het land). Echter in 1861 steunde hij de annexatie door Spanje.
Jacinto del Castro was president van de Hoge Raad en op 2 september 1878 de grondwettelijke vervanger van president Ignacio María González Santín, die gedwongen was zijn functie neer te leggen.
Om binnen de limieten van de grondwet te blijven, schreef hij verkiezingen uit voor permanente vervanging van de afgetreden president en op 29 september 1878 treedt Jacinto de Castro af als tijdelijk president. 
Hierna werd hij minister van Buitenlandse Zaken tot de verkiezing van Cesareo Guillermo Bastardo als nieuwe president van de Dominicaanse Republiek op 27 februari 1879.